# Ананьев, Пётр Филиппович
Пётр Фили́ппович Ана́ньев (20 июня 1915, Булгаково, Самарская губерния (ныне Бузулукский район Оренбургской области) — 31 мая 1997, Самара), участник Великой Отечественной войны, Герой Советского Союза,

## Биография
Родился в семье рабочего. Получил начальное образование. Работал слесарем в городе Куйбышев.
Отслужил срочную службу в Красной Армии с сентября 1936 по октябрь 1938 годов. В 1939 году служил в Красной Армии в период с февраля по май 1939 года. В ходе Великой Отечественной войны призван в армию в июне 1941 года.
Служил в 26-м гвардейском воздушно-десантном полку (9-я гвардейская воздушно-десантная дивизия).
Будучи помощником командира взвода гвардии старший сержант Пётр Ананьев несколько раз отличился при выполнении разведывательных операций.
Во время боев на Сандомирском плацдарме опередил группы вражеских солдат, забросал их гранатами и спас полковое знамя. В последствии, с перебитым плечом и знаменем участвовал в переправе через Вислу. 
13 января 1945 года Ананьев П. Ф. ходил во вражеский тыл в районе польского города Буско-Здруй и доставил командованию важные сведения. 24 января 1945 года в бою за село Эйхенрид (ныне Гольчовице), расположенное в 16-и километрах северо-западнее города Ополе (Польша), находясь в тылу противника Ананьев снял часового и забросал вражеский штаб гранатами.
Всего в ходе боёв Пётр Ананьев уничтожил несколько огневых точек, взял в плен одиннадцать солдат и двух офицеров противника.
После окончания войны Ананьев был демобилизован в марте 1946 года. Жил в Самаре.
Скончался 31 мая 1997 года. Похоронен в Самаре на кладбище «Рубёжное».

## Награды
- Герой Советского Союза (№ 4943, 27.06.1945) — за образцовое выполнение боевых заданий командования на фронте борьбы с немецко-фашистскими захватчиками и проявленные при этом мужество и героизм;
- Орден Ленина (27.06.1945);
- Орден Отечественной войны 1-й степени;
- Медаль «За отвагу» (18.08.1944)
- медали.